# Jodis fulgurata
Jodis fulgurata là một loài bướm đêm trong họ Geometridae.